# Anania teneralis
Anania teneralis is een vlinder uit de familie van de grasmotten (Crambidae). De wetenschappelijke naam van deze soort is voor het eerst voorgesteld als Hapalia teneralis door Aristide Caradja in een publicatie uit 1939.

## Verspreiding
De soort komt voor in China (Shaanxi, Hebei, Sichuan).

## Synoniemen
- Hapalia teneralis Caradja, 1939 (basioniem)
  - Tenerobotys teneralis (Caradja, 1939) (typesoort van dat geslacht)